# Ulric II de Rappolstein
Ulric II de Rappolstein dit el Vell fou senyor de Rappolstein del 1221 al 1268. Era fill d'Egenolf II de Rappolstein i governava junt amb un germà de nom desconegut que va morir el 1242; el 1236 també va associar al govern al seu propi fill Enric I de Rappolstein (mort igualment el 1242).
Ultic va construir cap a 1260 una nova capella a Dusenbach. Aquesta segona construcció presentava dos edificis obrint-se l'un sobre l'altre. L'arribada de pelegrins va anar augmentant; veien de quaranta llegües a la rodona. Ulric va morir abans del 1274 segurament vers 1262, deixant a la seva dona Gutta, filla d'Enric, últim comte de Blicastel, un fill de nom Enric I i un altre de nom Ulric III dit el Jove